# Вот как пишется история!

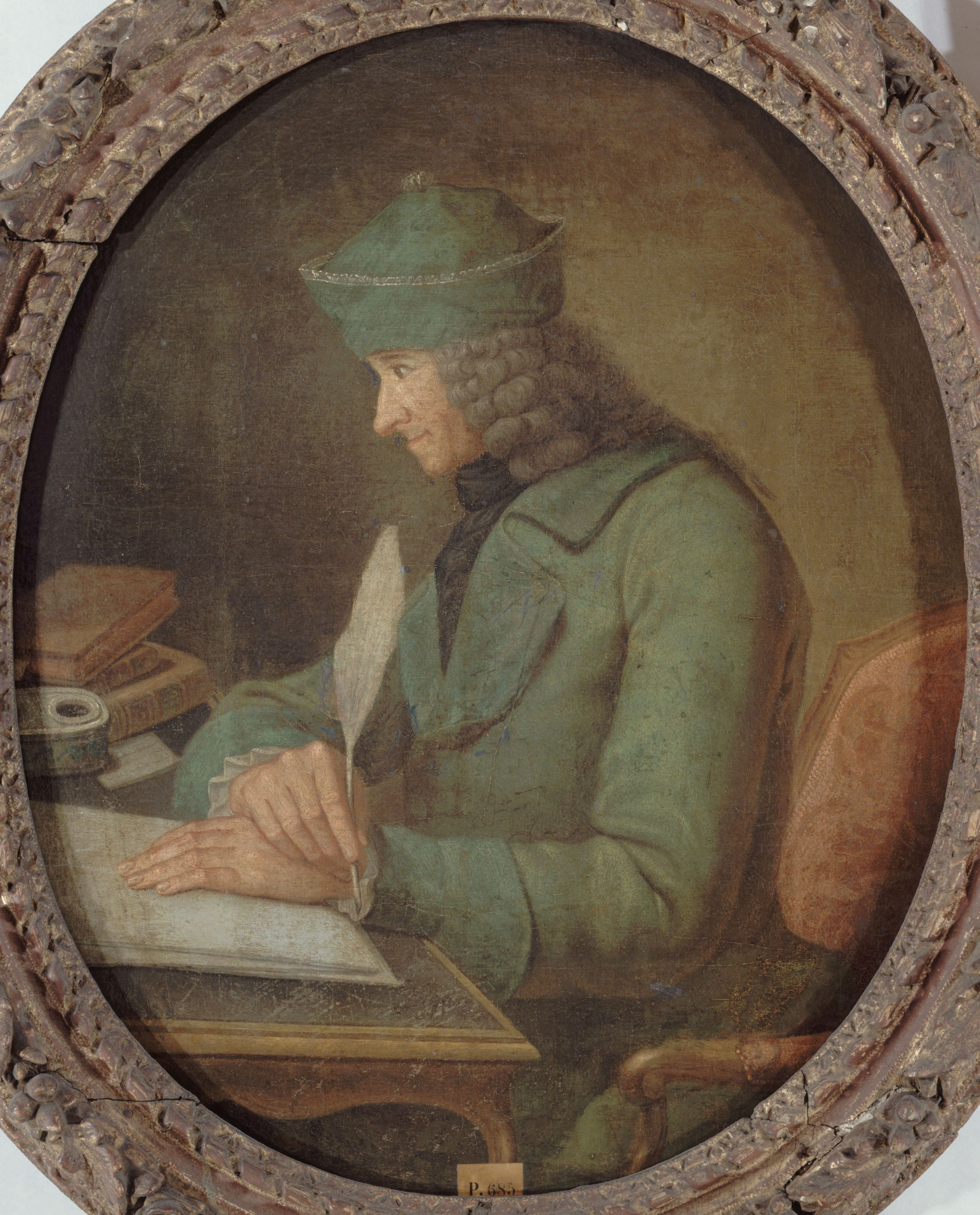
Вольтер

«Вот как пишется история!» (фр. Et voilà justement comme on écrit l'histoire! — букв. И вот, собственно, как пишется история!) — крылатое выражение, означающее предвзятое, тенденциозное, неверное истолкование истории, ложную передачу фактов. Восходит к письму от 24 сентября 1766 года французского философа-просветителя Вольтера к своей корреспондентке, писательнице маркизе Дюдеффан. В нём он поделился с ней анекдотичной историей, которая произошла с ним недавно. Некоторое время Вольтер помогал обедневшей прусской семье. Прусский король Фридрих Великий узнал об этом и сумел решить проблемы своих подданных. В связи с этим французский философ письменно выразил королю благодарность. В письме он также отметил, что «если бы мог», то лично представил бы при дворе в Берлине облагодетельствованную семью. Фридрих прочёл слова своего многолетнего французского корреспондента в присутствии посла Англии (по другой информации, его сына), который не понял точно слова Вольтера и распространил по столице Пруссии слух о том, что знаменитый француз должен в скором времени нанести визит королю. Эта ложная информация получила распространение в обществе и проникла даже в газеты. Комментируя эти слухи, философ в письме к маркизе заметил: «Вот как пишется история!». Эти слова Вольтер использовал в своей пьесе из времён французского короля Генриха IV «Шарло, или Графиня Живри» (Charlot, ou La comtesse de Givry; 1767). В одном из эпизодов (действие 1 сцена 7) труппу ярко одетых акробатов и шутов простолюдины принимают за королевскую свиту. После этого все вокруг начинают ожидать прибытие и самой монаршей особы. Управляющий графини, комментируя этот курьёз, иронически сказал: «Все на дороге кричали… король! Об этом кричат на деревне и у всех соседей. Упорно верят этому и у вас на птичьем дворе; вот именно как пишется история».
Предполагается, что в основе афоризма Вольтера может лежать изменённая фраза Генриха IV «Вот что такое история!». Король произнёс эти слова после битвы при Омале в 1592 году, где он лично сражался и даже был ранен. Ознакомившись с рапортами своих подчинённых, он с удивлением заметил, что они имеют противоречивый характер, и, кроме того, не соответствуют событиям, очевидцем которых он был. После этого король и произнёс свою известную фразу. В качестве ещё одного из возможных источников фразы Вольтера называют трактат «Как следует писать историю» (др.-греч. Πῶς δεῖ Ἱστορίαν συγγράφειν) древнегреческого писателя Лукиана Самосатского о принципах написания исторических сочинений, созданный в 160-е годы.
Вот как пишется история! Мы, право, не можем воздержаться, чтобы не сказать: извращайте, господа, да знайте же меру!
Вера Мильчина при анализе использования французских выражений в переписке русских писателей первой половины XIX века отметила, что цитата Вольтера «и вот как пишется история» относится к «„золотому фонду“ французской классики».